# Schwartziella bakeri
Schwartziella bakeri is een slakkensoort uit de familie van de Rissoidae. De wetenschappelijke naam van de soort is voor het eerst geldig gepubliceerd in 1902 door Bartsch.